# جير يوهانسن
جير يوهانسن (بالنرويجية البوكمول: Geir Johansen)‏ هو لاعب كرة قدم نرويجي في مركز الوسط، ولد في 7 يوليو 1960. شارك مع منتخب النرويج تحت 21 سنة لكرة القدم ومنتخب النرويج لكرة القدم. أما مع النوادي، فقد لعب مع FK Eik Tønsberg ‏.

## وصلات خارجية
- جير يوهانسن على موقع اتحاد النرويج (النرويجية)
- جير يوهانسن على موقع قاعدة بيانات كرة القدم.إي يو (الإنجليزية)
- جير يوهانسن على موقع عالم كرة القدم.نت (الإنجليزية)